# Телекія
Телекія (лат. Telekia) - рід дводольних квіткових рослин, що відноситься до Айстрових(Asteraceae) або Складноцвітних (Compositae). Монотипний рід, включає вид телекія прекрасна, або красива (Telekia speciosa).
Велика багаторічна трав'яниста рослина, представник гірського високотрав'я Центральної та Східної Європи, Малої Азії та Кавказу . Листя велике, з серцеподібною основою і гострозубчастим краєм. Суцвіття-кошики з золотисто-жовтими крайовими ложномовними та серединними трубчастими квітками, з черепітчастою обгорткою .
Невибаглива декоративна рослина, що часто вирощується в садах і парках.

## Опис

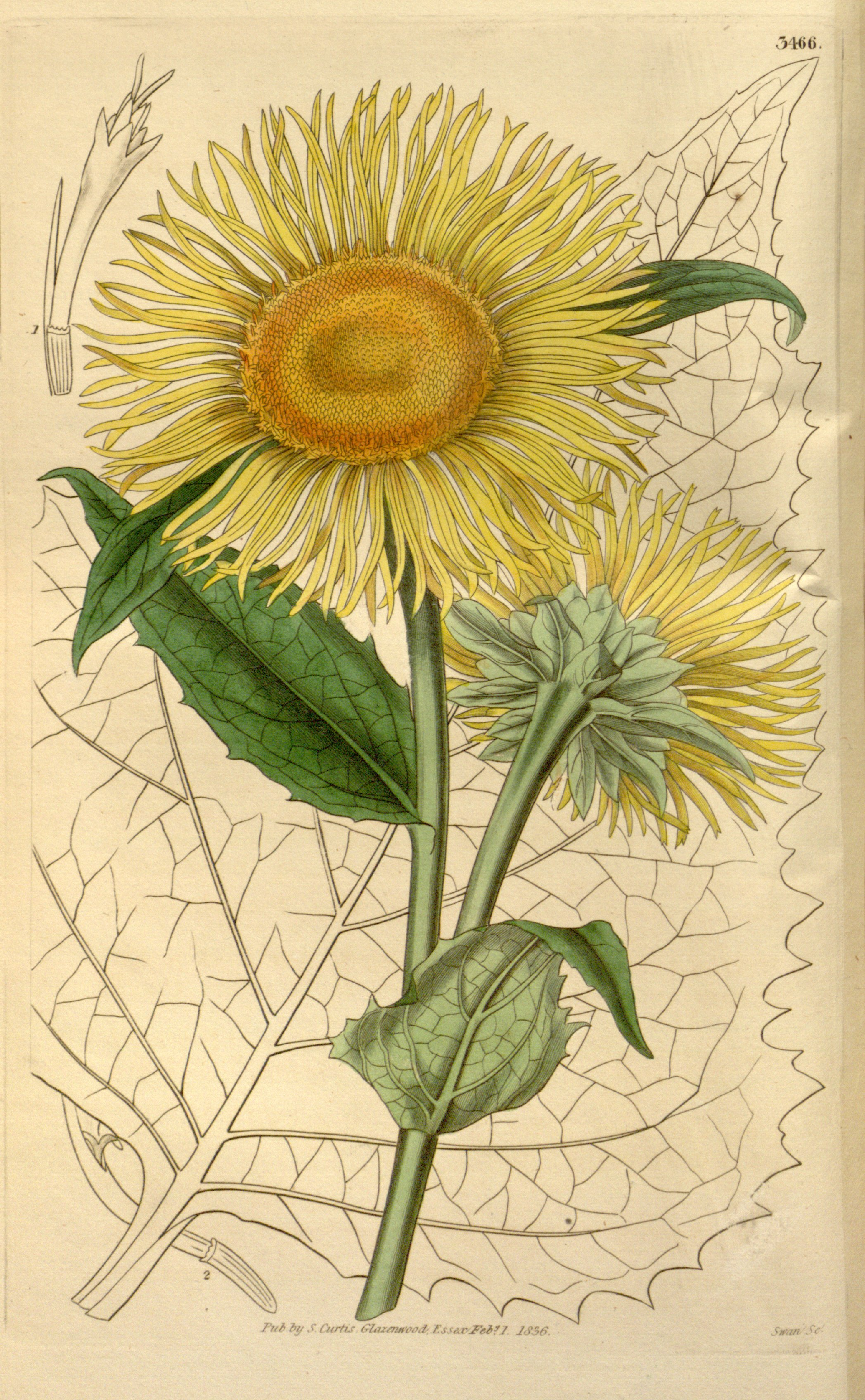
Ілюстрація з Ботанічного журналу Кертіса (1836)

Багаторічна трав'яниста рослина з товстим косим кореневищем . Стебла зазвичай поодинокі, до 1 см завтовшки при підставі, 50—100 см (іноді до 200 см) висотою, циліндричні, поздовжньо смугасті, в нижній частині з кучерявим опушенням, у верхній - з численними густими залозами. У верхній частині стебла гілкуються, гілочки несуть квіткові кошики   .
Листя по черзі розташовані по стеблі, по краю неправильно двояко пильчато-зубчасті, верхня поверхня пластинки і черешка майже гола або з розсіяним опушенням, край і нижня поверхня листа і черешка з негустим залізистим опушенням з домішкою простих волосків. Прикореневе листя 15—25 × 10—15 см (іноді до 30 см завдовжки і 5—17 см завширшки), яйцеподібні до широкояйцеподібних або ромбічних, зазвичай з глибоко серцеподібною, рідше - з округлою основою, з гострою верхівкою, на черешках довжиною 11—20 см з вузькими крилами. Середнє стеблове листя менших розмірів — 15—20 × 8—15 см, широкояйцеподібне, із серцеподібною основою, загострене; черешки їх також коротші - 1,5—5 см завдовжки, при підставі дещо розширені. Верхнє листя ще більш дрібне - 10—20 × 6—12 см, яйцеподібне до яйцеподібно-довгастих або яйцеподібно-ланцетних, з округлою або дещо стеблеоб'ємною основою, сидяче, з відтягнутою гоструватою верхівкою. Прицвітне листя 3—8 × 1—2,5 см, ланцетове, що поступово переходить у зовнішні листочки обгортки   .
Кошики з трубчастими серединними і хибномовними крайовими квітками, по 2-8 на одному стеблі в загальному віялоподібному або щиткоподібному суцвітті, рідко поодинокі, на пазушних квітконосах 5—25 см завдовжки, кілька здутих під кошиками. Обертка 2—2,5 см (іноді до 4 см ) в діаметрі, з листочками, черепітчасто налягають один на одного в 5-10 рядах. Зовнішні листочки обгортки листуваті, цілокраї або ледь зубчасті, до 3,5 см довжиною та до 15 мм шириною, нерівні, з гострою верхівкою зовні і по краях з дрібними залозами; найдовші їх можуть майже досягати довжини крайових квіток. Листочки наступних рядів обгортки 10—15 мм завдовжки і 2—8 мм завширшки, ланцетні, менш гострі, в нижній частині лускаті, бурі, а ближче до верхівки - зелені. Листочки середніх рядів широкояйцеподібні, з тупуватою або тупою верхівкою, лускаті, бурі. Внутрішні листочки обгортки вузькопатчасті, майже плівчасті, по краях коротко неправильнозубчасті, голі або майже голі. Квітколожа опукла, луската, гола; лусочки коротші за квітки, лінійні, хрящуваті, гострі, з дрібнозубчастим краєм    .

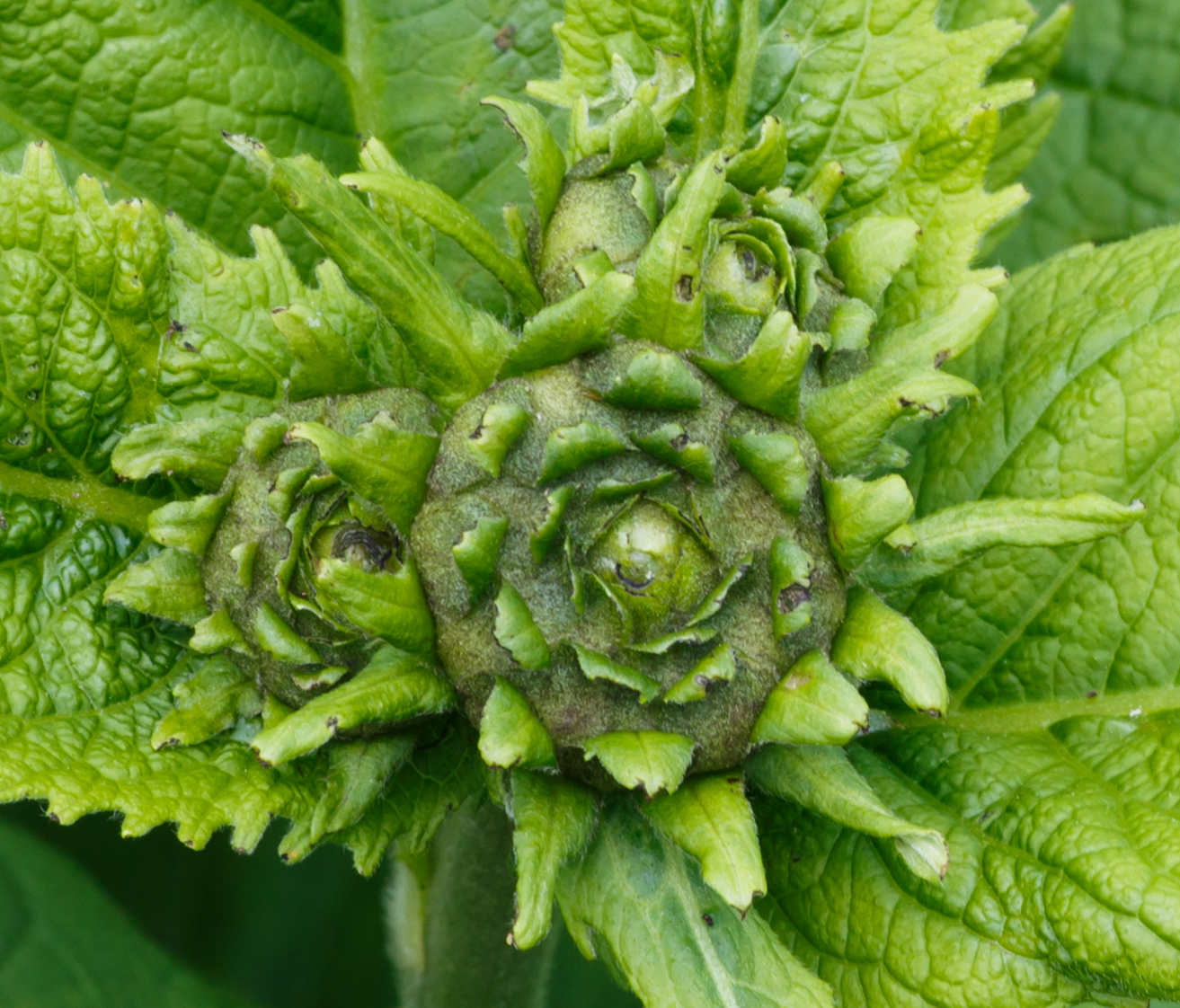
Кошик, що розвивається. Обертка з черепитчастими листочками, зовнішній їх ряд значно довший за інші

Віночок маточних крайових хибномовних квіток 3—4,5 см завдовжки, з вузьким довгим золотисто-жовтим язичком, втричі перевищує по довжині обгортку (за винятком її зовнішнього ряду листястих листочків), з трубкою 1—1,5 мм в діаметрі, що розширюється до п'ятижилковий, що закінчується п'ятьма зубцями, зовні покритий дуже дрібними залізцями. Стовпчик трохи видається із трубки  .
Трубчасті квітки кошика двостатеві, з віночком 5—7 мм завдовжки, 1 мм у поперечнику, по краю дещо відігнутим, зовні дрібнозалозистим, особливо у верхній частині. Віночок майже дорівнює по довжині стовпчика та тичинок. Гнізда пильовиків в основі з подовженим придатком, на верхівці з довгою борідкою. Стовпчик із довгими лінійними гілками, на верхівці закругленими  .
Плоди - сім'янки 3—3,7 × 0,3—0,8 мм (з коронкою - до 4—6 мм завдовжки), майже голі, з поздовжніми ребрами, на верхівці з ледь помітним чубчиком у вигляді дуже короткої дрібнозубчастої коронки; поверхня їхня матова, жовто-коричнева. Насіння краєвих квіток валькувато-тригранні, у серединних квіток - валькувато-чотиригранні    .

## Поширення та екологія
Зустрічається по узліссях гірських лісів, по берегах рік, біля лісових струмків, по інших вологих місцях  .
Початковий ареал рослини - Південно-Східні Альпи, Карпати, Балканський півострів, Мала Азія та Кавказ . В даний час вид також широко поширився на сході Центральної Європи, у багатьох регіонах Східної Європи   .
У Європі телекія зустрічається на ґрунтах помірного та підвищеного зволоження, що розрізняються за рівнем кислотності від слабокислих до слаболужних. Зустрічається у складі угруповань заплавних гірських і передгірних лук з домінуванням білокопитника гібридного Petasition hybridi Silliger 1933, а також заплавних ясеново-вільхових лісів — союзу Alnion incanae Pawłowski et al. 1928 . Може впроваджуватися в нітрофільні спільноти лісових галявин союзу Impatienti noli-tangere-Stachyion sylvaticae Görs ex Mucina 1993 .
У Червоній книзі судинних рослин Угорщини (2007) вид віднесений до категорії « вимираючих видів » (EN, V)  . У Червоній книзі флори Боснії та Герцеговини (2013) віднесений до « уразливих видів » (VU)  .
У Московському регіоні рослина в дикому вигляді вперше виявлено в 1869 П. П. Мельгуновим в Свіблові . Там же збиралося В. І. Палладіним в 1884 і пізніше   . Часто вирощується на дачних ділянках, легко дичає  .

## Шкідники
На листі рослини паразитує іржовий гриб Coleosporium tussilaginis (Pers.) Lév. ) Lév. (Іноді описується окремий вид Coleosporium telekiae Thüm. ) в уредініальній стадії; виявлений у Центральній, Південній та Східній Європі, на культивованих рослинах - також у Скандинавії  . Листя може вражати Erysiphe cichoracearum DC. роса. 
Втечами рослини харчуються попелиці — наприклад, монофаг телекії Uroleucon telekiae (Holman)  . Листями можуть харчуватися личинки мінуючої мухи Phytomyza conyzae Hendel  .

## Значення та застосування

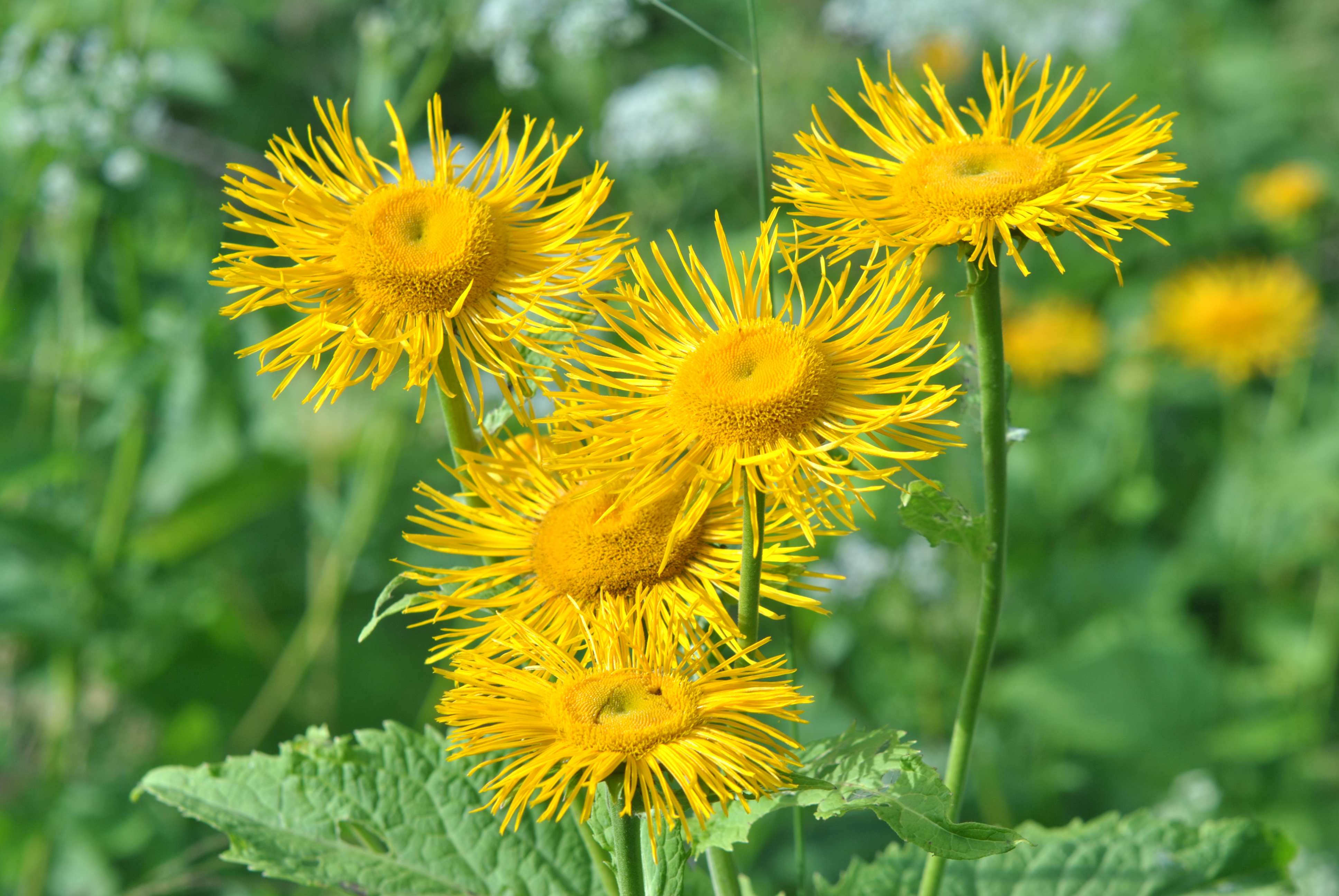
Кошики телекії

### Культивування
Рослина введена в культуру у Великій Британії в 1739 році Філіпом Міллером   .
Віддає перевагу сонячним місцям, але добре переносить і затінення. Невибагливо до ґрунту. Дає рясний самосів, легко переносить пересадку. Можна розмножувати насінням або розподілом кореневища (навесні або восени). Вирощені з насіння рослини зацвітають другого — третій рік   .
Використовується у великих групових посадках, вирощується біля господарських будівель, огорож  . Культивовану телекію дачники нерідко називають «дев'ясилом» [⇨] .

### Використання та фітохімія
За повідомленнями А. Х. Роллова У Чечні свіжозірване листя телекії нагрівалося на вогні і потім прикладалося до запалень. В Імеретії відварене коріння рослини використовувалися для лікування пухлин  .
У рослині містяться різні терпеноїди : геленины (алантолактон та ізоалантолактон, у підземних та надземних частинах та плодах), телекін, ізотелекін (у підземних та надземних частинах), асперилін (у підземних частинах та плодах) та інші моно- та сесквітерпеноїди, а також цембрен C (у надземній) . Також рослина містить фітостерини β-ситостерин та стигмастерин, флавоноїд 7-β-D-глюкопіранозид лютеоліну, алкалоїд 2-етил-3-метилпіразин. У надземних частинах містяться пальмітинова, лінолева, олеїнова, капронова, арахідонова кислоти, δ-додекалактон, ( Z )-гексенілацетат, пропілтиглат, у суцвіттях - генейкозанова кислота  .
Телекін та 6α-гідрокси-2,3-дигідроароматицин показали прооксидантні властивості, позитивно позначаючись на активності ферментів глутатіонпероксидази, глутатіонредуктази та каталази . Сесквітерпенові лактони (сума) показали антибактеріальну активність. Настоянка підземної частини рослини в експерименті показала протистоцидні властивості. Водно-метанольний екстракт надземної частини рослини має цитотоксичну активність до клітин HeLa, MCF-7, A431  .

## Назва

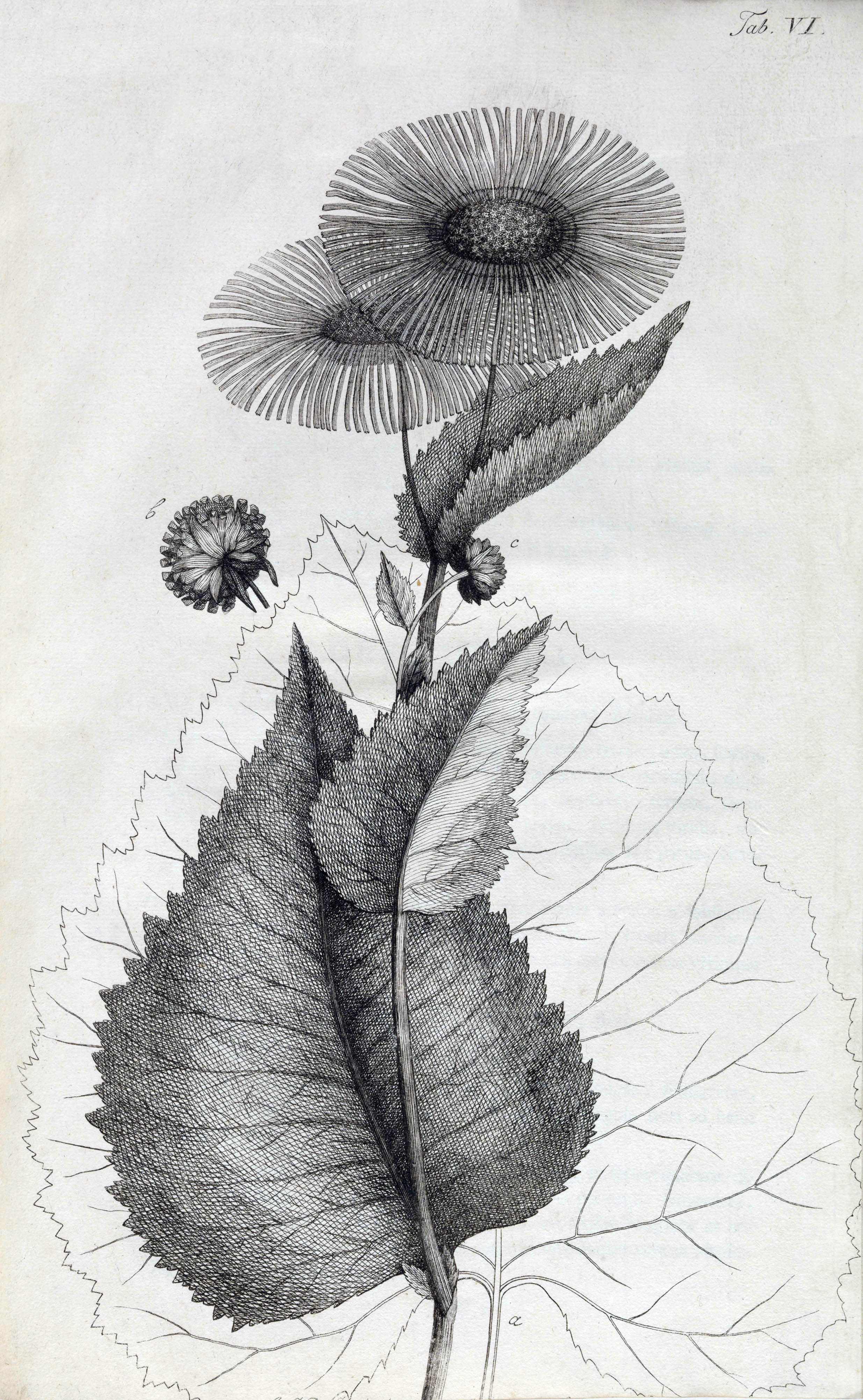
Ілюстрація з атласу Icones et descriptiones plantarum minus cognitarum І. Х. Шребера (1766)

Наукова назва роду була дана йому на честь трансільванського графа Самуэля Телеки (угор. Teleki Sámuel; 1739-1822), що покровительствував І. Баумгартену - німецькому ботаніку, що встановив самостійність роду 
За А. Х. Ролловим (1908), на Кавказі російськомовним населенням рослина називається «крушельницею» або «витратником серцелистим»  .
У російськомовній літературі XX-XXI століть для виду зустрічаються назви «телекія прекрасна»  , «телекія гарна» .

## Таксономія та систематика
Телекія красива була вперше описана німецьким ботаніком Йоганном Християном фон Шребером (1739-1810) у 1766 році у складі роду Buphthalmum . Класичне місцезнаходження ( locus classicus ) виду - Каппадокія  .
В окремий рід Telekia вид був виділений німецьким ботаніком Йоганном Баумгартеном (1756-1843), який займався дослідженнями флори Трансільванії.
Telekia Baumg., Enum. Stirp. Transsilv. 3: 149 (1817).
Telekia speciosa (Schreb.) Baumg., ibid.: 150. — Buphthalmum speciosum Schreb., Icon. Desc. Pl. 11, tab. 6 (1766).

Баумгартен описував рід так:
CCCCXCVI. Telekia.
Обертка черепитчаста, листувата, подвійна. Зовнішні листочки довші, майже рівні, волохати, дрібногородчасті, внутрішні більш вузькі, яйцеподібні, з відігнутою верхівкою. Стовпчик виступаючий. Квітки крайові язичкові, з 2 довгастими відігнутими рильцями; серединні обох статей, з дворозділним приймочком. Квітлоложа щетинна, щетинки шилоподібні, прямі. Хохолок сидячий, перистий.Оригінальний текст (лат.)
Anthod[ium] imbricatum, foliaceum, duplici serie; squamis exterior[ibus] longioribus, subaequalibus, villosis, crenulatis; interior[ibus] brevioribus, ovatis, apice reflexis. Styl[us] exsertus. Flosc[uli] radiati ligulati. Stigm[ata] 2, oblonga, reflexa; centrales hermaphroditi. Stigm[ata] bifida. Rec[eptaculum] setosum, setis subulatis, strictis. Papp[us] sessilis, plumosus.
— Baumgarten J. C. G. Enumeratio stirpium in magno principatu Transsilvaniae […]. — Vindobonae : in Libraria Camesinae, 1816 [1817]. — P. 149—150.
Telekia Відноситься до підтриби Inulinae сімейства Астрові (Asteraceae). Також до цієї підтриби входять такі роди, як Inula  (оман), Carpesium  (карпезій), Pulicaria  (блошниця) й інші. Телекія за морфологією нагадує деякі види оману — оман розкішний (Inula magnifica), оман високий (Inula helenium). Від оману цей рід відрізняється сім'янками з чубком у вигляді коронки, лускатим квітколожем і листям (середнім і нижнім) з серцеподібною основою.
У 2018 році була опублікована стаття, в якій на підставі молекулярно-філогенетичних даних (а саме послідовностей внутрішнього спейсера ядерної ДНК, що транскрибується, і трьох пластидних спейсерів хлоропластної ДНК) підтверджується близькість Telekia speciosa типовому виду Inula — Inula helenium, а також видів Codonocephalum - Codonodephalum peacockianum & Hemsl. та Codonocephalum grande & CAMey.) B.Fedtsch. - і Monactinocephalus - Monactinocephalus paniculata та Monactinocephalus shirensis ) D.Gut. Larr. та ін. Інші види, традиційно належать до Inula (зокрема, Inula britannica — девясил британский ), знаходяться з цією групою в досить далекій спорідненості і перенесені авторами в рід Pentanema  .

### Синоніми
- Buphthalmum cordifolium Waldst. & Kit., 1803
- Buphthalmum speciosum Schreb., 1766basionym

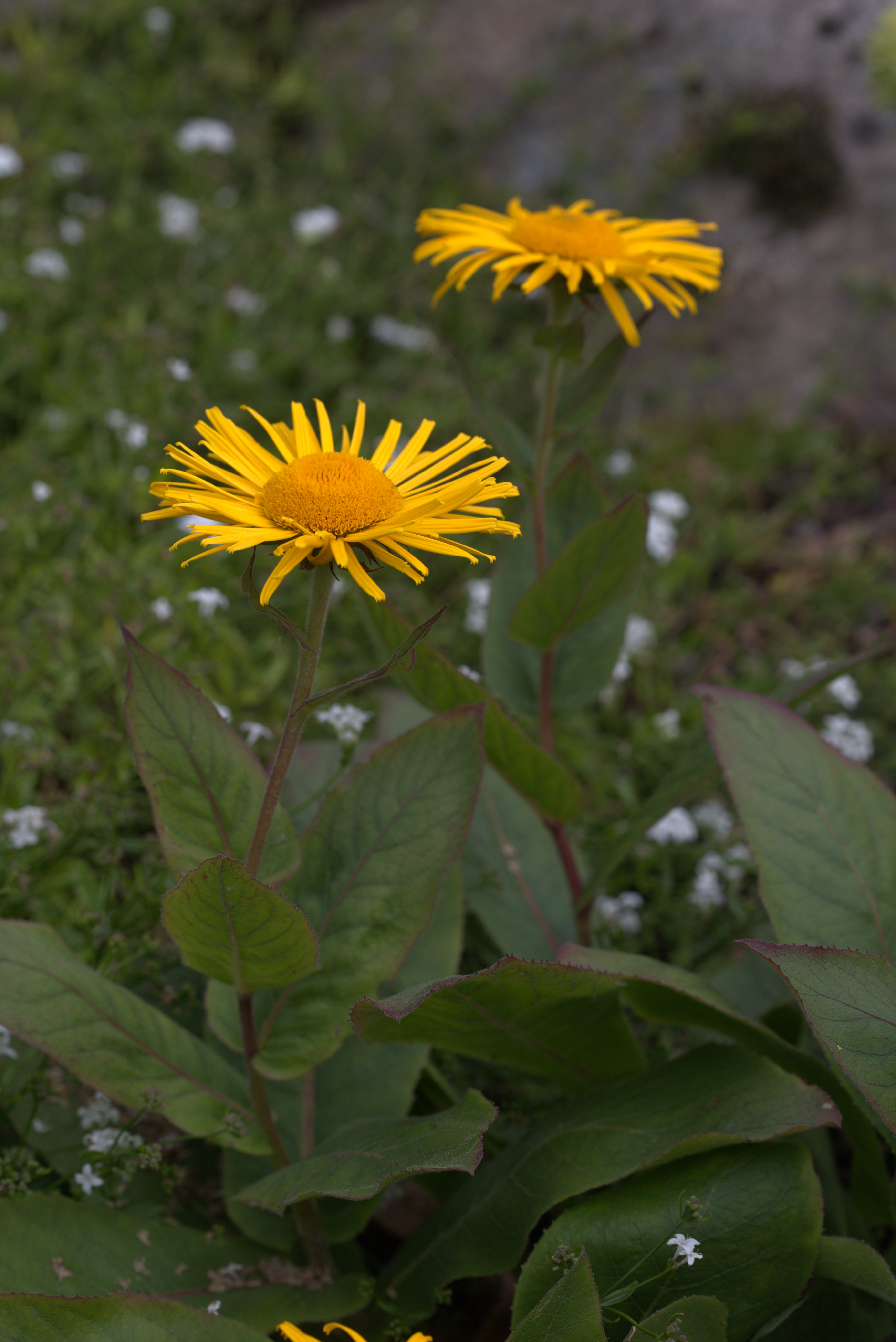

- Corvisartia caucasica (Pers.) G.Don ex Loudon, 1830
- Inula caucasica Pers., 1807
- Inula macrophylla C.C.Gmel., 1811, nom. superfl.
- Inula telekia E.H.L.Krause, 1905, nom. nov.
- Molpadia suaveolens Cass., 1824
- Telekia cordifolia (Waldst. & Kit.) DC., 1836, nom. illeg.
- Telekia ovata K.Koch, 1850

### Інші види, що раніше відносяться до роду
Рід є монотипним , інші раніше відносяться до нього види згодом були перенесені до інших пологів:
- Telekia africana Hook.f., 1864 — в XIX веке некоторыми авторами относился к Telekia, впоследствии перенесён в род Anisopappus. В современных работах обыкновенно принимается в качестве подвида полиморфного вида Anisopappus chinensis — как Anisopappus chinensis subsp. africanus (Hook.f.) S.Ortiz & Paiva. Широко распространённое в Африке растение[20].
- Telekia speciosissima (L.) Less., 1832 — до конца XX века обычно относился к роду Telekia, впоследствии признан близким Buphthalmum. В современных работах обычно принимается в составе последнего рода как Buphthalmum speciosissimum, реже выделяется в самостоятельный род Xerolekia как Xerolekia speciosissima (L.) Anderb.[21] Эндемик Северной Италии (Ломбардия, Трентино — Альто-Адидже)[22].